# Meetup
Meetup is een sociaalnetwerksite om bijeenkomsten te organiseren.

## Achtergrond
Meetup werd in 2002 opgericht door internet entrepreneur Scott Heiferman samen met vijf anderen. Meetup werd dankzij de campagne van de Amerikaanse presidentskandidaat Howard Dean een standaard onderdeel van de internetcampagnes van Amerikaanse politici. Vanaf 2017 is het bedrijf in handen van WeWork.

## Toepassing
Door de populariteit van de online dienst (35 miljoen gebruikers in 2017) wordt meetup tegenwoordig als algemene benaming voor een kleinschalig evenement gebruikt. Het evenement kenmerkt zich doordat de deelnemers zelf het initiatief nemen om over een bepaald onderwerp kennis uit te wisselen, zoals bij de meetups van het televisieprogramma Tegenlicht. Een meetup is vaak een onderdeel van (de voorbereiding voor) een hackathon.